# دة منصور (مياندوآب)
دة منصور هي قرية في مقاطعة مياندوآب، إيران. عدد سكان هذه القرية هو 430 في سنة 2006.